# Motivation (canção de Kelly Rowland)
"Motivation" é uma canção gravada pela cantora e compositora norte-americana Kelly Rowland para o seu terceiro álbum de estúdio, intitulado Here I Am (2011). Foi composta por Richard Butler, Dwayne Carter e Jim Jonsin, que também tratou da produção e arranjos. A música deriva de origens estilísticas de R&B, servindo como single de promoção do seu terceiro disco de originais. O seu lançamento ocorreu a 12 de Abril de 2011 através de download digital na iTunes Store. A canção de R&B apresenta também um desempenho vocal do rapper norte-americano Lil Wayne, e serve como o primeiro single norte-americano de Here I Am.
Após o seu lançamento, os críticos deram opiniões variadas, inicialmente chamando a música de "sensual" e louvando a participação de Wayne, mas também afirmando que a canção não foi memorável. Nos Estados Unidos, a canção alcançou a primeira posição da Hot R&B/Hip-Hop Songs, e décima sétima da Billboard Hot 100, tornando-se no primeiro single de Rowland a atingir posições tão altas desde que ela tornou-se numa artista a solo. Remixes oficiais foram produzidos para a canção, incluindo um mix que agrega elementos de música electrónica, além de alargar os vocais de Rowland num dubstep instrumental feito por Diplo e remixes de rap feitos por Busta Rhymes, Trey Songz, Fabolous e R. Kelly.
O seu vídeo musical foi dirigido por Sarah Chatfield, a mulher que também dirigiu o vídeo anterior de Rowland, "Forever and a Day" (2010). O vídeo mostra Rowland na medida em que ela interage com um número de bailarinos do sexo masculino, num armazém azulado. Rowland apresentou a canção ao vivo pela primeira vez com Trey Songz na cerimónia dos BET Awards de 2011. "Motivation" recebeu uma nomeação ao Grammy Award na categoria "Melhor Colaboração Rap/Sung".

## Antecedentes e lançamento
De princípio, "Commander" (2010) serviria como o primeiro single internacional do terceiro álbum de estúdio de Rowland, enquanto dois outros seriam divulgados nos Estados Unidos: "Rose Colored Glasses" para o mercado pop e "Grown Woman" para as estações de rádio de música urbana. Todavia, "Grown Woman" não conseguiu atingir sucesso nas tabelas musicais, tendo sido então excluída do álbum. Em Setembro de 2010, Rowland decidiu gravar novo material para o disco. Este factor, juntamente com várias outras questões criativas, levou a adiamentos múltiplos ao lançamento do projeto. "Motivation" viria mais tarde a ser anunciado como o novo primeiro single norte-americano do disco durante a New York Fashion Week. Lançado online a 2 de Março de 2011, "'Motivation' surgiu quando eu estava no estúdio com [o produtor] Jim Jonsin e Rico Love, e nós estávamos numa sintonia. Eu disse a Rico que eu queria algo muito sensual ... e ele veio com 'Motivation', juntamente com Jim. Tornou-se esta música incrível ... Eu toquei ['Motivation' para Lil Wayne] e ele entrou nela, e foi tão simples quanto isso," explicou Rowland.
A remistura oficial de "Motivation" foi produzida por Diplo e divulgada a 8 de Março de 2011. A remistura troca alguns dos instrumentos originais da canção por instrumentos electrónicos, também adicionando "chimbaus rápidos. Diplo também modificou os vocais de Rowland, "cortando-os e reconfigurando-os no dubstep de inspiração instrumental." Uma remistura da editora discográfica So So Def apresenta vocais da rapper Da Brat, amiga de longa data de Rowland. The-Dream e Jeremih também gravaram versos para uma remistura da canção, na qual contribuíram com uma "perspectiva masculina" para complementar os versos dos artistas originais. A remistura com a participação de R. Kelly foi lançada em Maio de 2011 e contém referências a obras suas, inclusive "Pregnant" (2009). "A remistura de R. Kelly de 'Motivation' é MAAALUCAAA!!!," opinou Rowland no Twitter. Mario também gravou versos para uma remistura de "Motivation". Uma segunda remistura oficial foi divulgada a 6 de Junho de 2011, na qual a parte de Lil Wayne foi trocada por novos versos de Busta Rhymes, Trey Songz e Fabolous. Rhymes canta sobre o "quarto", enquanto Songz usa seu falsetto; a estrofe de Fabolous é cortado pela ré-introdução dos vocais de Rowland. Um "Rebel Rock Remix" do single foi também incluso na versão deluxe de Here I Am.

## Estrutura musical e conteúdo
"Motivation" é uma música lenta de R&B composta por Rico Love, Jim Jonsin e Lil Wayne. As suas letras centram-se em Rowland a pedir ao seu amante para usar as mãos por todo seu corpo, e é acompanhada por uma batida sintetizada produzida por Jonsin. Em termos de instrumentos, "Motivation" usa notas de teclado esparsas, batidas programadas e sintetizadores "saltitantes" no refrão. Wayne acrescenta um verso de rap, complementando as sugestões sedutoras de Rowland, usando coisas como a cozinha e um carro como metáforas para sexo. De acordo com Scott Shetler, da AOL Music, Rowland usa letras com o fim de prometer "ser a motivação do amante dela." A vocalista descreveu a obra como uma mistura entre música dance e mashup e, quando questionada pela MTV sobre a sua opinião sobre a mesma, disse: "'Motivation' me faz sentir muito über-duber sensual. Ela tem aquela personalidade e características que ninguém pode negar. É por isso que quando Wayne lançou aquele verso insano... Eu fiquei tipo, 'Você realmente trouxe ainda mais disso.' Ele entrou no estúdio e simplesmente fez isso. Eu não acho que demora muito para Wayne pensar. Ele só faz isso. Ele é muito admirável." Comentando sobre as letras sexualmente sugestivas em entrevista ao The Boombox, Rowland expressou: "Bem, para mim, [enquanto] estava nas Destiny's Child, [falávamos] muito sobre empoderamento feminino. E isso aconteceu porque outras mulheres haviam aparecido antes de nós e empoderaram-nos de diferentes maneiras. Então eu senti que estava em uma situação na qual estava a caminhar em direcção à descoberta da minha sexualidade. Não há nada de errado com isso. Sensualidade é algo igualmente muito empoderante. Faz-te sentir forte a um nível sexual."

## Recepção crítica
Ryan Brockington, para o jornal The New York Post, comentou que a obra "é um grande salto do synthpop de discoteca que Kelly havia lançando no ano passado e parece que ela poderia estar a tentar dançar o seu caminho de volta para o hip hop mundial, unindo-se aos vocais de Lil Wayne com um toque de Midas." Ambos Scott Shetler, da revista Rap-Up e do portal AOL Music, e Wesley Case, do jornal The Baltimore Sun, viram "Motivation" como "sensual," com este último declarando: "Se esta não for a música mais sensual do ano até agora, ela tem que estar pelo menos na lista das concorrentes. Rowland, cuja voz sensual poderia atrair um padre atraente, a vibrar dentro e fora da batida baixa, e a preparar o ambiente para a balbuciação de Lil Wayne. Empilhe as peças e é um K.O. discreto que fica mais sensual à cada batida." Contudo, Becky Bain, para o blogue Idolator, criticou a faixa por não ser memorável, concluindo que "... Kelly vai precisar de outro golpe para ajudar a promover o seu álbum quando ele finalmente estiver pronto para o lançamento."
A revista Billboard considerou "Motivation" como a quinta melhor canção de 2011 (de uma lista de vinte) e ainda o 16.° maior êxito de Lil Wayne (de um máximo de trinta). Pela sua participação, Wayne garantiu ao tema uma nomeação na categoria "Melhor Verso em Participação" nos prémios Hip-Hop da BET. Na cerimónia de prémios musicais Soul Train foi nomeada na categoria "Melhor Performance de Dança" e venceu "Canção do Ano". Além disso, "Motivation" rendeu a Rowland a sua segunda nomeação aos prémios Grammy, na categoria "Melhor Colaboração Rap/Sung". Porém, perdeu para "Party" de Beyoncé.

## Promoção e divulgação

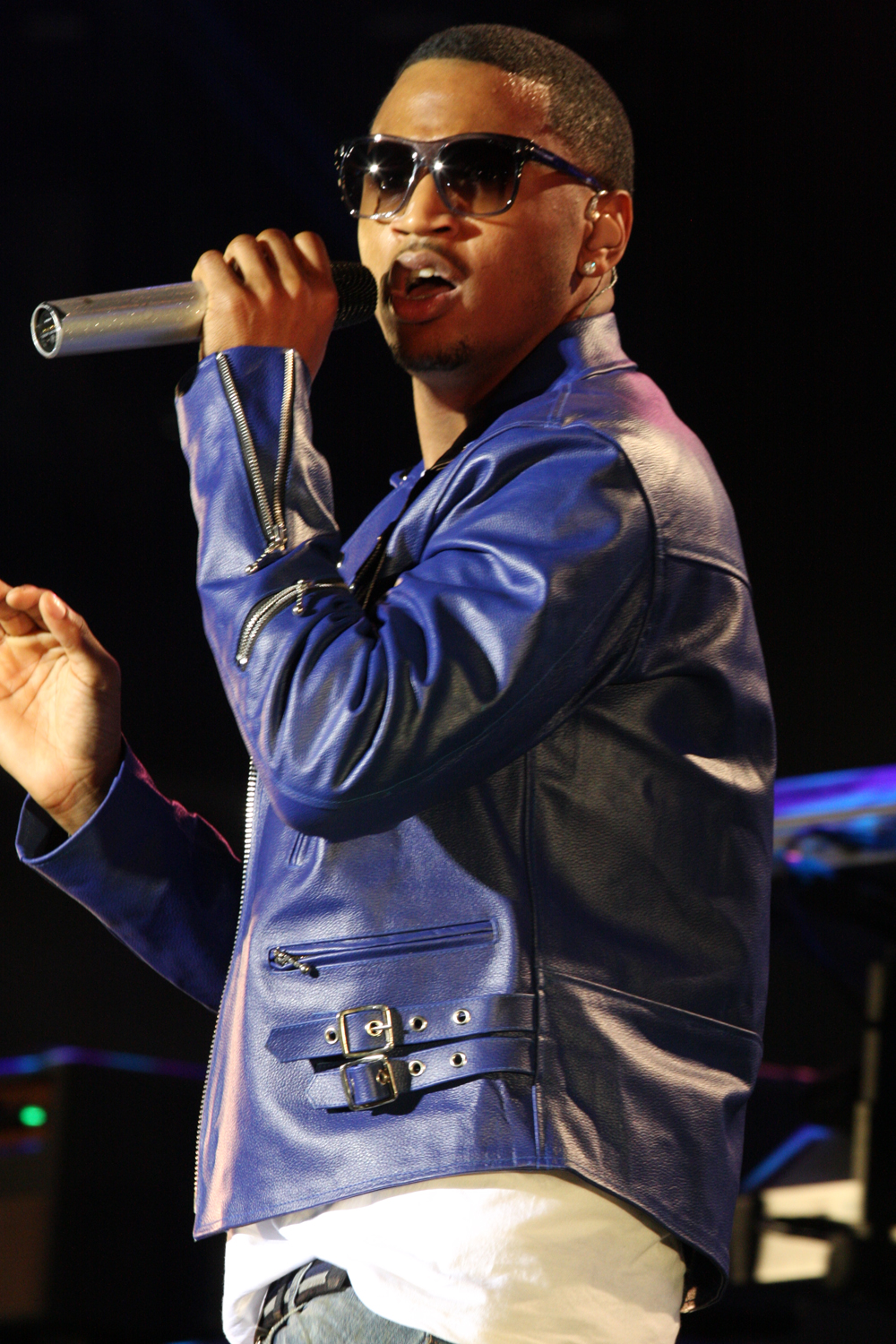
Trey Songz juntou-se a Rowland no palco da cerimónia de prémios BET para um desempenho de "Motivation".

O vídeo musical de "Motivation" foi gravado final de Março de 2011 sob realização de Sarah Chatfield e coreografia por Frank Gatson. Rowland expressou o desejo de produzir um "vídeo sensual e feminino" no desfile de Roberto Cavalli. Mais tarde, revelou o desenvolvimento do teledisco em uma entrevista para a MTV News: "Nós viemos com a energia, e com Frank [Gatson] — e eu não sei como ele vê alguma coisa, mas ele conseguiu ... Eu sou tão grata. Eu tenho uma grande equipa que pensa dez vezes mais rápido do que eu. Com Sarah ela entendeu o conceito. Foi maravilhosa a forma como tudo se juntou." A estreia do vídeo ocorreu no programa 106 & Park a 4 de Abril de 2011.
Segundo uma pesquisa efectuada pelo Hollywood News no Twitter, a apresentação de Rowland na cerimónia dos prémios BET foi a mais antecipada da noite de 26 de Junho de 2011. Aparecendo no meio do desempenho de "Unusual" de Trey Songz, Rowland ascendeu no palco onde dançarinos descamisados se juntaram a ela, bem como Songz, que cantou os seus versos da remistura da canção. A performance teve recepção positiva e foi destacada como o ponto alto da cerimónia. Ed Masley, para o The Arizona Republic, comentou que foi "a [performance] vocal mais cheia de alma da noite," enquanto Roger Catlin, do Courant.com, afirmou que Rowland ofereceu "uma performance ao vivo com Trey Songz, carregando um pouco da sua 'irmã' mais famosa das Destiny's Child, Beyoncé." Gerrick D. Kennedy, para o The Los Angeles Times, elogiou o apelo sexual da artista, notando que o seu "desempenho fumegante fez as línguas abanarem" e foi muito bem antecipado graças aos atrasos de Here I Am. Rob Markman, para a MTV News, opinou que "[Rowland] recebeu uma das mais altas ovações da noite."
"Motivation" voltaria a ser interpretada no The Tonight Show with Jay Leno a 30 de Julho de 2011, como parte da campanha promocional para Here I Am. A camntora se apresentou com uma banda usando um fato branco com a parte de cima do casaco aberta, revelando o sutiã também branco.

## Alinhamento de faixas
| - Download digital 1. "Motivation" (com participação de Lil Wayne) — 3:51 - Download digital — Remix de Diplo 1. "Motivation" (com participação de Lil Wayne) (Diplo remix) — 3:56 - Rap remix (não para download/somente airplay) 1. "Motivation" (com participação de Busta Rhymes, Trey Songz e Fabolous) - Single/bundle digital 1. "Motivation" (com participação de Lil Wayne) — 3:51 2. "Motivation" (com participação de Lil Wayne) (Diplo remix) — 3:57 3. "Motivation" (com participação de Lil Wayne) (versão explícita) — 4:22 - Rebel Rock Remix (somente no álbum) 1. "Motivation" (com participação de Lil Wayne) (Rebel Rock Remix) — 3:41 | - Remixes (vinil, 12") (Reino Unido) (#KELLYMOT001) 1. "Motivation" (com participação de Lil Wayne) (DJ Loki Mixshow) — 4:52 2. "Motivation" (com participação de Busta Rhymes, Trey Songz & Fabulous) — 4:33 3. "Motivation" (com participação de Lil Wayne) (DJ Phlipz Remixv3:57 4. "Motivation" (com participação de R. Kelly) — 3:42 5. "Motivation" (com participação de Lil Wayne) (New Top 40 Mix) — 3:53 6. "Motivation" (com participação de Lil Wayne) (DJ Mike D Mixshow) — 3:42 7. "Motivation" (com participação de Lil Wayne) (Diplo Remix) — 3:56 - Download Digital — Remix de The-Dream 1. "Motivation" (com participação de The-Dream) — 3:57 |

## Créditos
Créditos adaptados do encarte do álbum Here I Am (2011):
| - James Scheffer — composição, produção e arranjos, programação, teclados - Richard Butler, Jr. — composição - Daniel Morris — composição, teclados - Dwayne Carter, Jr. — composição - Thurston McCrea — gravação - Sean McCoy — assistente de gravação, assistente de mistura - Robert Marks — gravação adicional, mistura | - Matt Huber — assistente de mistura - Chris Gehringer — masterização - John David Jackson — vocais adicionais - Tremaine Aldon Neverson — vocais adicionais - Trevor Tahiem Smith, Jr. — vocais adicionais - Robert Sylvester Kelly — vocais adicionais - Terius Youngdell Nash — vocais adicionais |

## Desempenho nas tabelas musicais
"Motivation" fez a sua estreia nas tabelas musicais norte-americanas na semana de 2 de Abril de 2011, antes mesmo de ter sido lançada comercialmente, no número 55 na Hot R&B/Hip-Hop Songs baseando-se unicamente em airplay. Nas semanas seguintes, o single continuou a ascender na tabela, eventualmente alcançando o topo na semana de 23 de Maio, posição na qual viria a permanecer por mais seis semanas. Assim, tornou-se no primeiro número a solo de Rowland naquela tabela e o primeiro desde "Dilemma" em 2002. Naquela semana, Lil Wayne tinha um total de doze canções na tabela. O reinado de "Motivation" foi interrompido a 16 de Julho quando "I'm On One", de DJ Khaled com participação de Drake, Rick Ross e Lil Wayne, ascendeu ao topo. "Motivation" regressaria ao topo na publicação seguinte para uma sétima semana, trocando de posição com "I'm On One" mais uma vez na semana subsequente.
A canção conseguiu fazer a sua estreia no número cinquenta da Billboard Hot 100 aquando do seu lançamento digital, mudando-se para a posição 54 na semana seguinte. Conseguiu atingir o seu pico no número dezassete, sendo assim a posição mais alta alcançada por Rowland na sua carreira a solo e a sua primeira entrada nas dez melhores posições da tabela desde "Here We Go" (2005). O produtor Jim Jonsin expressou o seu estava orgulho e confiança no sucesso da canção em entrevista ao Rap-Up: "Eu estou muito feliz pelo facto das coisas estarem a correr bem para ela na sua nova música. Uma preocupação real para nós foi pôr esse sucesso nela... Ela é uma amiga nossa, portanto vê-la ganhar é algo grande."
Após despachar mais de um milhão de exemplares nos Estados Unidos, "Motivation" recebeu a certificação de disco de platina pela Recording Industry Association of America (RIAA) a 29 de Agosto de 2011. Esta certificação viria a aumentar para dois disco de platina A música já havia vendido mais de 1,5 milhões de unidades até Agosto de 2012 nos Estados Unidos, e aproximadamente 142 mil cópias no Reino Unido.

### Posições
| País — Tabela musical (2011)                          | Posição de pico |
| ----------------------------------------------------- | --------------- |
| Austrália — Top 40 Urban Singles (ARIA Charts)        | 36              |
| Estados Unidos — Billboard Hot 100                    | 17              |
| Estados Unidos — Hot R&B/Hip-Hop Songs (Billboard)    | 1               |
| Estados Unidos — Hot Ringtones (Billboard)            | 3               |
| Estados Unidos — Mainstream Top 40 (Billboard)        | 33              |
| Reino Unido — Official Singles Chart Top 100 (OCC)    | 169             |
| Reino Unido — Official R&B Singles Chart Top 50 (OCC) | 38              |

| País — Tabela musical (2011)                       | Posição |
| -------------------------------------------------- | ------- |
| Estados Unidos — Billboard Hot 100                 | 53      |
| Estados Unidos — Hot R&B/Hip-Hop Songs (Billboard) | 2       |

| País — Associação (Vendas)                            | Certificação |
| ----------------------------------------------------- | ------------ |
| Estados Unidos — RIAA (2 000 000)                     | 2× Platina   |
| Reino Unido — British Phonographic Industry (142 000) | —            |

## Histórico de lançamento
| Região         | Data                              | Formato                      | Editora discográfica |
| -------------- | --------------------------------- | ---------------------------- | -------------------- |
| Suíça          | 8 de Abril de 2011                | Download digital / remistura | Universal Music      |
| Estados Unidos | 9 de Abril de 2011                | Urban airplay                | Universal Motown     |
| Bélgica        | 11 de Abril de 2011               | Download digital / remistura | Universal Music      |
| Finlândia      | 11 de Abril de 2011               | Download digital / remistura | Universal Music      |
| França         | 11 de Abril de 2011               | Download digital / remistura | Barclay              |
| Alemanha       | 11 de Abril de 2011               | Download digital / remistura | Universal Music      |
| Canadá         | 12 de Abril de 2011               | Download digital / remistura | Universal Music      |
| Estados Unidos | 12 de Abril de 2011               | Download digital / remistura | Universal Motown     |
| Países Baixos  | 15 de Abril de 2011               | Download digital / remistura | Universal Music      |
| Noruega        | 15 de Abril de 2011               | Single/bundle Digital        | Universal Music      |
| Itália         | 18 de Abril de 2011               | Download digital / remistura | Universal Music      |
| Áustria        | 19 de Abril de 2011               | Download digital / remistura | Universal Music      |
| Alemanha       | 19 de Abril de 2011               | Download digital / remistura | Universal Music      |
| Países Baixos  | 22 de Abril de 2011               | Single/bundle Digital        | Universal Music      |
| Suíça          | 22 de Abril de 2011               | Single/bundle Digital        | Universal Music      |
| Itália         | 26 de Abril de 2011               | Single/bundle Digital        | Universal Music      |
| França         | 13 de Maio de 2011 (relançamento) | Download digital / remistura | Barclay Records      |
| Alemanha       | 13 de Maio de 2011 (relançamento) | Download digital / remistura | Universal Music      |
| Irlanda        | 13 de Maio de 2011                | Download digital / remistura | Universal Music      |
| Reino Unido    | 15 de Maio de 2011                | Download digital / remistura | Island               |
| Suécia         | 15 de Maio de 2011                | Download digital / remistura | Universal Music      |
| Estados Unidos | 19 de Julho de 2011               | CHR airplay                  | Universal Motown     |